# Diecezja Arezzo-Cortona-Sansepolcro
Diecezja Arezzo-Cortona-Sansepolcro – łac. Dioecesis Arretina-Cortonensis-Biturgensis seu Burgi Sancti Sepulchri – diecezja Kościoła rzymskokatolickiego we Włoszech, w metropolii Florencji, w regionie kościelnym Toskania.
Diecezja Arezzo została erygowana w III wieku. 30 września 1986 została połączona z dwoma niewielkimi diecezjami: Cortona (istniejącą od 1325) i Sansepolcro (istniejącą od 1515).

## Główne świątynie
- Katedra: Katedra świętych Donata i Piotra w Arezzo
- Konkatedry:
  - Bazylika konkatedralna św. Jana Ewangelisty w Sansepolcro
  - Konkatedra Matki Bożej Wniebowziętej w Cortonie
- Bazyliki mniejsze:
  - Bazylika św. Dominika w Arezzo
  - Bazylika św. Franciszka w Arezzo
  - Bazylika św. Magdaleny Pokutnicy w Cortonie
  - Bazylika Matki Bożej Wniebowziętej w La Verna
  - Bazylika Matki Bożej ''del Sasso'' w Bibbienie

## Biskupi diecezjalni
- Giovanni D’Ascenzi (1986–1996)[a]
- Flavio Roberto Carraro OFMCap. (1996–1998)
- Gualtiero Bassetti (1998–2009)
- Riccardo Fontana (2009–2022)
- Andrea Migliavacca (od 2022)